# Wólka Kawęcka
Wólka Kawęcka est une localité polonaise de la gmina de Sobków, située dans le powiat de Jędrzejów en voïvodie de Sainte-Croix.